# Stazione di Keikyū Shin-Koyasu
La stazione di Keikyū Shin-Koyasu (京急新子安駅?, Keikyū Shin-Koyasu-eki) è una stazione ferroviaria di Yokohama, città della prefettura di Kanagawa. Si trova nel quartiere di Kanagawa-ku ed è servita dalla linea principale delle Ferrovie Keikyū. A poca distanza è presente la stazione di Shin-Koyasu della JR East.

## Linee
Ferrovie Keikyū
● Linea Keikyū principale

## Struttura
La stazione è costituita da due marciapiedi laterali con due binari passanti in superficie, collegati al mezzanino sovrastante da scale fisse e ascensori.
| 1 | ● Linea Keikyū principale | per Yokohama, Kami-Ōoka, Uraga e Misaki-Sanguchi                                |
| 2 | ● Linea Keikyū principale | per Keikyū Kawasaki, Keikyū Kamata, Haneda Aeroporto, Shinagawa e linea Asakusa |

## Stazioni adiacenti
| «                       | Servizio                                      | »                       |
| Linea Keikyū principale | Linea Keikyū principale                       | Linea Keikyū principale |
| ----------------------- | --------------------------------------------- | ----------------------- |
| Namamugi                | Locale                                        | Koyasu                  |
| Transito                | Espresso Aeroporto                            | Transito                |
| Transito                | Espresso Limitato                             | Transito                |
| Transito                | Esp. Lim. Rapido verde Esp. Lim. Rapido viola | Transito                |
| Transito                | Keikyū Wing                                   | Transito                |